# 小行星34419
小行星34419（34419 Corning）是一颗绕太阳运转的小行星，为主小行星带小行星。该小行星于2000年9月20日发现。

## 轨道参数
小行星34419的轨道半长轴为2.5541520 UA，离心率为0.148。